# Landquart (Svizzera)
Landquart (toponimo tedesco) è un comune svizzero di 8 926 abitanti del Canton Grigioni, nella regione Landquart della quale è il capoluogo.

## Storia
Già frazione di Igis, Landquart divenne comune il 1º gennaio 2012 inglobando i territori dei comuni soppressi di Igis e Mastrils.

## Monumenti e luoghi d'interesse
- Chiesa cattolica di San Fedele, eretta nel 1908[1];
- Chiesa riformata, eretta nel 1926[1];
- Scuola agraria Plantahof, istituita nel 1896[1].

## Geografia antropica

### Frazioni
Le frazioni di Landquart sono:
- Landquart-Au
- Landquart-Fabriken
- Igis[3][4]
  - Oberzollbruck
  - Russhof
  - Untere Mühle
- Mastrils[5]
  - Isla
  - Tardisbrücke[6]
  - Trätsch

## Infrastrutture e trasporti
Landquart è servito dall'omonima stazione, sulla ferrovia Coira-Rorschach delle Ferrovie Federali Svizzere e capolinea delle linee per Davos e per Thusis della Ferrovia Retica, e da quelle di Igis e di Landquart Ried.